# 河口悬钩子
河口悬钩子（学名：Rubus penduliflorus）是蔷薇科悬钩子属的植物，为中国的特有植物。分布在中国大陆的云南省等地，见于低海拔的山坡、山谷阳处路旁灌丛中及潮湿地，目前尚未由人工引种栽培。